# 牛万龄
牛万龄，山东省蒙阴人，中华人民共和国政治人物。

## 生平
1951年5月至1952年8月，担任玉环县委副书记。1957年12月至1959年3月，出任中共浙江省玉环县县委书记。1959年2月至1960年6月，担任中共温岭县委第一书记。